# Radio Libertaire
Radio Libertaire es la emisora de radio de la Fédération Anarchiste (Federación Anarquista, de Francia) que emite desde París. Fundada en 1981, se convirtió en un mito de los medios de comunicación franceses al declararse específicamente anarquista (de allí su nombre libertaria) a través de la Frecuencia Modulada parisina, tanto por su libertad en los programas, su programación musical original y la variedad de corrientes de pensamiento que se expresan en ella. Actualmente se transmite por Internet al resto del mundo.

## Historia
El congreso de la Fédération Anarchiste de mayo de 1981 representó el nacimiento de Radio Libertaire. Tras un largo debate  se aceptó de forma unánime la idea de crear una radio como medio de expresión de la FA. Inicialmente no se le puso nombre y se contaba con un ajustado presupuesto de tan solo 15.000 francos franceses. Ningún miembro de ese congreso hubiera imaginado el posterior desarrollo que ha tenido como radio libertaria surcando las ondas, como en 1921, cuando los insurrectos de Kronstadt (Rusia) lanzaron mensajes de radio; como en 1936, en España con Radio CNT, o la participación de anarquistas en radios libres en Francia a finales de los años 70 como en Radio-Trottoir (en Toulon) o Radio-Alarme.
El 1 de septiembre de 1981 a 18 horas, en un sótano del barrio parisino de Montmartre, Radio Libertaire realizó su primera emisión, de manera muy rudimentaria: un estudio de 12 m², con materiales reciclados y un equipo de seis personas. Inmediatamente se empezaron a recibir las primeras llamadas de oyentes, cartas y las primeras interferencias a la emisión. En esa época, numerosas radios libres empezaron emisiones con equipos más potentes que ocultaban a Radio Libertaire. En 1983, el partido socialista francés denominó al fenómeno como "la anarquía de las ondas".
El 28 de agosto de 1983, miembros de CRS (del cuerpo de policía francesa) se presentaron en el local de Radio Libertaire, destrozaron la puerta y se llevaron todo el material. Ésta intervención del Estado suscitó diversas reacciones; en particular, el 3 de septiembre, con una manifestación de 5.000 personas y la nueva puesta en marcha de emisiones de Radio Libertaire.
La radio no recibe subvención ninguna, está autogestionada siendo los locutores y personas que la llevan y escuchan socios voluntarios. Radio Libertaire durante mucho tiempo solo alcanzaba el área de París en su difusión a través de las ondas; actualmente, es mundial gracias a la difusión por Internet.

## Identidad cultural
La identidad cultural de la emisora de radio se ha ido construyendo con el tiempo. Cuando fue fundada, los propios colaboradores llevaban sus discos al estudio, dándose a conocer artistas como Debronckart, Fanón, Servat, Gribouille, Jonasz, Serge Utgé-Royo, Aurenche, Capart y otros. En 1982 empezó a introducirse música con contenido social más contemporáneo (rock radikal, rock alternativo) y underground. Al ir pasando el tiempo, otros tipos de música encontraron también su lugar en Radio Libertarire: jazz, blues, folk, rap, reggae. 
Por otro lado, diversos artistas de diferentes tendencias han encontrado en la emisora un medio donde expresarse: cómic, artes plásticas, teatro, literatura, cine, etc.

## Identidad política
Es el medio de expresión de la Fédération Anarchiste aunque conjuntamente, en Radio Libertaire, se emiten programas realizados por otras organizaciones o colectivos anarquistas: anarcosindicalistas de la CNT francesa y otros sindicatos, Libre Pensée, Union pacifiste, esperantistas, la Liga por los Derechos Humanos, No Pasaran, al igual que diversos movimientos sociales: trabajadores, parados, sub-contratados, okupas, antirracistas, ecologistas, exiliados forzosos de diversos países. Radio Libertaire es una radio en movimiento: reportajes en las calles, mesas redondas en el estudio, antena abierta para manifestar pruebas de violencia policial.
Cuando estalló la guerra del Golfo, Radio Libertaire se posicionó como la radio de la "antiguerra" en Francia, informando y anunciando, hora tras hora, manifestaciones, reuniones generales de diversos movimientos sociales, reuniones de los comités de barrio, ofreciendo al mismo tiempo debates y análisis críticos. Naturalmente, en momentos "calientes" y de crisis como este, es cuando esta radio encuentra su verdadera dimensión de radio de "lucha". 
Radio Libertaire constituye también un medio de comunicación como protesta contra las imperfecciones técnicas o de observaciones que se juzgan incongruentes, provocativas con la sociedad ya sea por ser demasiado reformistas o por demasiado radicales.